# The Vikings

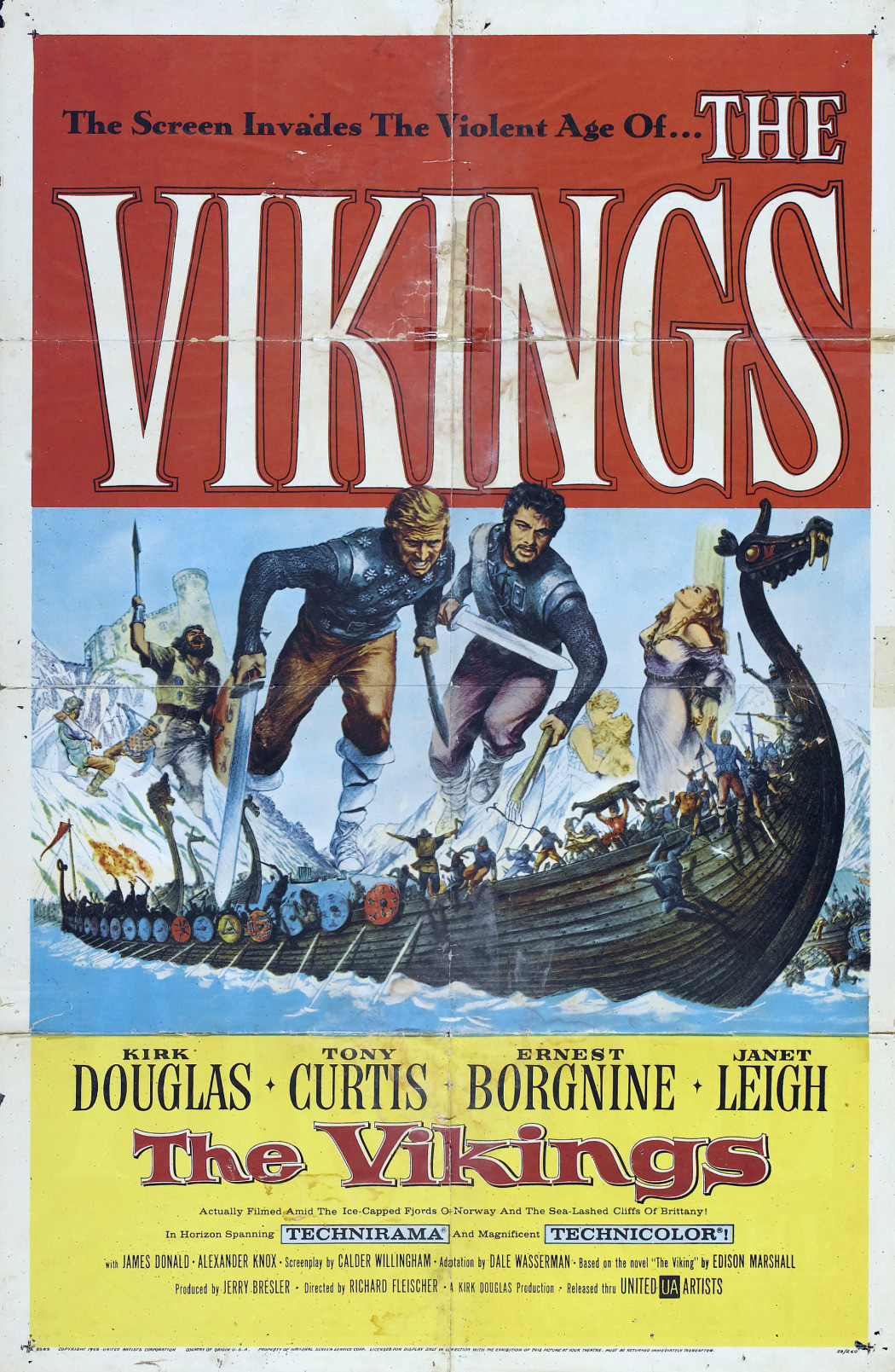
Affiche

The Vikings is een Amerikaanse spektakelfilm uit 1958 van Richard Fleischer naar het boek en scenario van Edison Marshall.

## Situering
De film wordt gezien als een klassieker met een geschiedkundig thema over de Vikingen, maar niet zozeer geschiedkundig over het verhaal zelf. De filmregisseur Richard Fleischer heeft zich goed geïnformeerd over de geschiedenis van de Noormannen, en als men de filmprent bekijkt, is het een aannemelijk verhaal over het leven, hun aanvallen en gewoontes van de Vikingen, die in deze prent goed wordt weergegeven en naar voor worden gebracht. Alleen sommige details kloppen niet met de werkelijkheid, zoals de 'overdreven' uitgewerkte drakenkoppen op de boeg van hun schepen, en het 'ietwat' loshangend zeil aan de ra. Voor het overige worden de gewoontes van de Noormannen goed weergegeven, zoals vooral bij de scène tijdens een zwelg- en braspartij. De aanval op het laatst van de film tegen een Engelse kustversterking was voor die tijd, in 1958, wel spectaculair, toch vooral uitgevoerd door het puike stuntteam en -werk. Voor het overige wordt, in vergelijking met de huidige, modernere, en nog méér spectaculaire films, ietwat theatraal geacteerd. Vooral de vluchtscène met een kleine boot naar Engeland, dat 'snel' geroeid werd door prins Eric, de prinses en zijn metgezellen, komt wel wat stuntelig en potsierlijk over. Niettemin schitteren vooral de Hollywood legendes en hoofdrolspelers, Kirk Douglas (Einar), Tony Curtis (Prins Eric) en Janet Leigh (Engelse prinses Morgana) in deze prent. Ook niet te vergeten zijn de acteurs Ernest Borgnine (Ragnar), James Donald en Alexander Knox, die in deze prent schitteren in hun vertolking.

## Verhaal
Rond 900 vallen de Vikings Engeland voortdurend binnen. Bittere haat verdeelt de twee broers. Prins Einar (Kirk Douglas) is de zoon en erfgenaam van een wreed Viking stamhoofd Ragnar (Ernest Borgnine).
Prins Eric (Tony Curtis) is zijn onwetende halfbroer en een buitenechtelijk kind van Einars vader en de Engelse koningin, die door hem verkracht werd tijdens een Vikinginval. Wanneer de Vikingen een prinses kidnappen (Janet Leigh), zet zij de verlangens van beide mannen in vuur en vlam. 
Dit is het romantische verhaal in de prent. Het leidt uiteindelijk tot een bloederig duel, dat zowel het noodlot als de toekomst van de Engelse troon zal bepalen. De twee halfbroers vechten tegen elkaar voor de eer en voor de jonge prinses (Janet Leigh). Uiteindelijk sterft prins Einar door het afgebroken zwaard van prins Eric, boven op de torentrappen van de donjon van het kasteel.
Prins Einar wordt op zijn drakkarschip bijgezet, afgeduwd en door brandende pijlen in vuur en vlam geschoten. Zo werd Einar op zee begraven.

## Rolverdeling
| Acteur          | Personage                  |
| --------------- | -------------------------- |
| Kirk Douglas    | Einar                      |
| Tony Curtis     | Eric                       |
| Ernest Borgnine | Ragnar Lodbrok             |
| Janet Leigh     | Morgana                    |
| James Donald    | Ecgberht I van Northumbria |
| Alexander Knox  | Father Godwin              |
| Maxine Audley   | Enid                       |
| Frank Thring    | Ælle van Northumbria       |
| Eileen Way      | Kitala                     |
| Edric Connor    | Sandpiper                  |
| Dandy Nichols   | Bridget                    |
| Per Buckhøj     | Björn Ironside             |
| Orson Welles    | verteller                  |
| Paul Préboist   |                            |

## Locaties
Op het eind van de film vallen de Noormannen de kustversterking van de Engelse koning aan. Na een bloedige strijd wordt de fortversterking ingenomen door de Vikings. Deze scène werd opgenomen in Fort La Latte, gelegen aan de noordzijde van de kust van Bretagne, ten westen van Saint-Malo en Dinard en nabij Saint-Cast-le-Guildo. Het fort heeft nooit een Noormannenaanval gekregen, daar het fort uit de 14e eeuw dateert en dus lang na de Vikingperiode. 
De film werd ook deels opgenomen in de Limbaai in het toenmalige Joegoslavië.